# 重陽木螢斑蛾
重陽木螢斑蛾（學名：Histia flabellicornis），又名鳳斑蛾、茄苳斑蛾，是螢斑蛾亞科之下的一種晝行性蛾類。本種共包括近15個不同亞種，分布於東南亞、印度、蘇門答臘、爪哇島、台港、日本等地。

## 外觀特徵

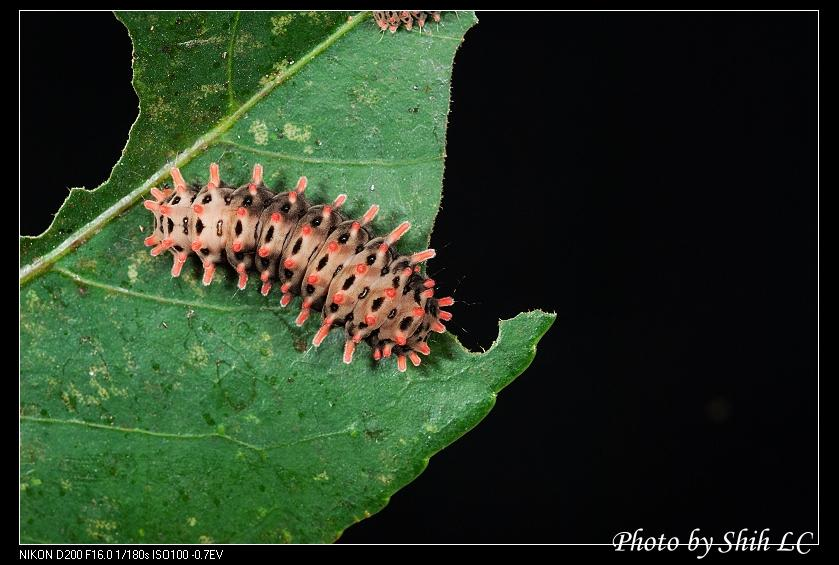
進食中的幼蟲

前胸、頭部、及腹部呈紅色，身體及腹部兩側帶黑色斑點。前後翅均為黑色，後翅基部前半具金屬藍色光澤，且有明顯尾突。展翅約68-73mm

幼蟲寄生於茄苳，體色為淡紅褐色，具黑色斑點，背上有許多紅色肉質突起。